# 北陸トラック運送
北陸トラック運送株式会社（ほくりくトラックうんそう）は、福井県福井市に本社を置く、運送会社である。
一般貨物自動車運送業や倉庫業を主事業とする。

## 沿革
- 1972年（昭和47年）4月 ‐ 「北陸トラック運送株式会社」が設立される。

## 主なグループ会社
- 株式会社ホクトラ石川
〒924-0028 石川県白山市相川新町736-1
- 株式会社ホクトラ名古屋
〒478-0046 愛知県知多市北浜16-9
- 株式会社ホクトラ福井
〒910-0804 福井県福井市高木中央3丁目201
- ブルーライン株式会社
〒915-0873 福井県越前市池ノ上町48-8-2
- 株式会社ホクトラ嶺南
〒919-1552 福井県三方上中郡若狭町テクノバレー1号堤4-8